# FIAL Tipo A 6/8 HP
La FIAL Tipo A 6/8 HP è un'autovettura prodotta dalla Fabbrica Italiana Automobili Legnano dal 1906 al 1909.

## Storia
È stato l'unico modello prodotto dalla Fabbrica Italiana Automobili Legnano (FIAL) ed era in grado di trasportare due passeggeri. Un esemplare della vettura è conservato al Museo dell'automobile di Torino. Era in vendita a 4.000 lire. Il modello è stato raffigurato su un francobollo della Guinea Equatoriale. Il suo insuccesso causò la messa in liquidazione della FIAL.

## Caratteristiche
Il modello era dotato di un motore anteriore a benzina a due cilindri da 1.135 cm³ di cilindrata che erogava 8 CV di potenza  a 1.100 giri/min (il numero "6" nel nome del modello si riferiva invece ai cavalli fiscali). L'alesaggio e la corsa erano, rispettivamente, 85 e 100 mm ed il monoblocco era in ghisa. Le valvole erano laterali sul lato sinistro ed erano azionate dall'albero a camme nel carter. Quest'ultimo era connesso ad un rinvio per l'azionamento del magnete d'accensione.
Il cambio era manuale a tre marce con retromarcia, mentre la frizione era a cono di cuoio. La trasmissione era ad albero a giunto cardanico. Le ruote erano in legno a 12 raggi e gli pneumatici erano da 700x80 mm.
Il telaio era in acciaio stampato e le sospensioni erano a balestra.
I freni agivano solo sulle ruote posteriori con un doppio sistema: quello azionato a mano agiva sui freni a tamburo che erano applicati sulle ruote, mentre quello a pedale operava sul tamburo all'uscita del cambio.
Sul frontale era installato un radiatore circolare a termosifone dotato di una ventola azionata da una molla d'acciaio.
Il modello aveva una carreggiata anteriore di 1 093 mm a posteriore di 1 075 mm. La velocità massima raggiunta era di 55 km/h.